# Тесновка (Минская область)
Тесновка (бел. Цясно́ўка) — деревня в Клецком районе Минской области Белоруссии. В составе Грицевичского сельсовета. Население 66 человек (2009).

## География
Тесновка находится в 13 км юго-восточнее райцентра, города Клецк. Через село проходит автодорога Р43 на участке Синявка — Слуцк. По восточной окраине протекает небольшая река Балванка, приток реки Лань, которая отделяет Тесновку от находящегося на другом берегу агрогородка Нагорное. Ближайшая ж/д станция находится в Клецке.

## Достопримечательности

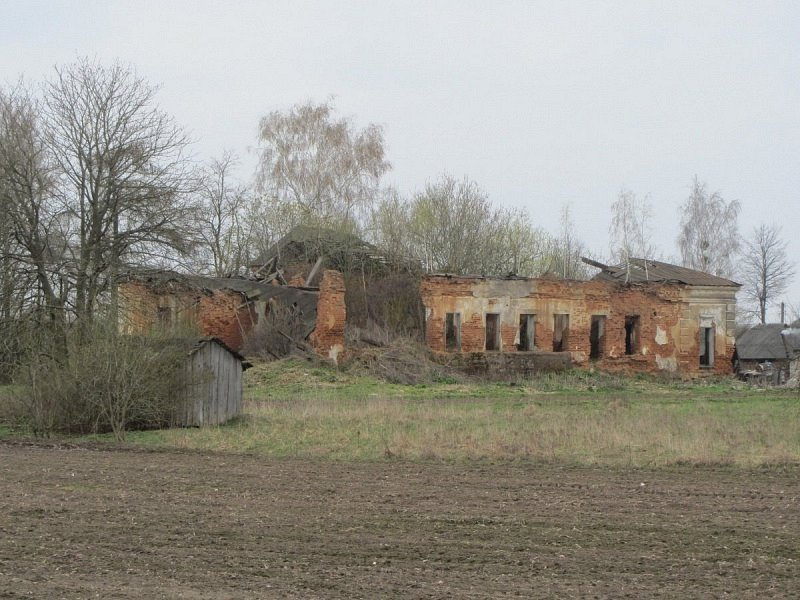
Руины усадебного дома в Тесновке

- Фрагменты бывшей усадьбы Лабецких «Пласковичи»: руины усадебного дома, деревянный амбар, конюшня и фрагменты парка[1] —  Историко-культурная ценность Республики Беларусь, шифр 613Г000211.